# Historisches Museum Kleinlitauens

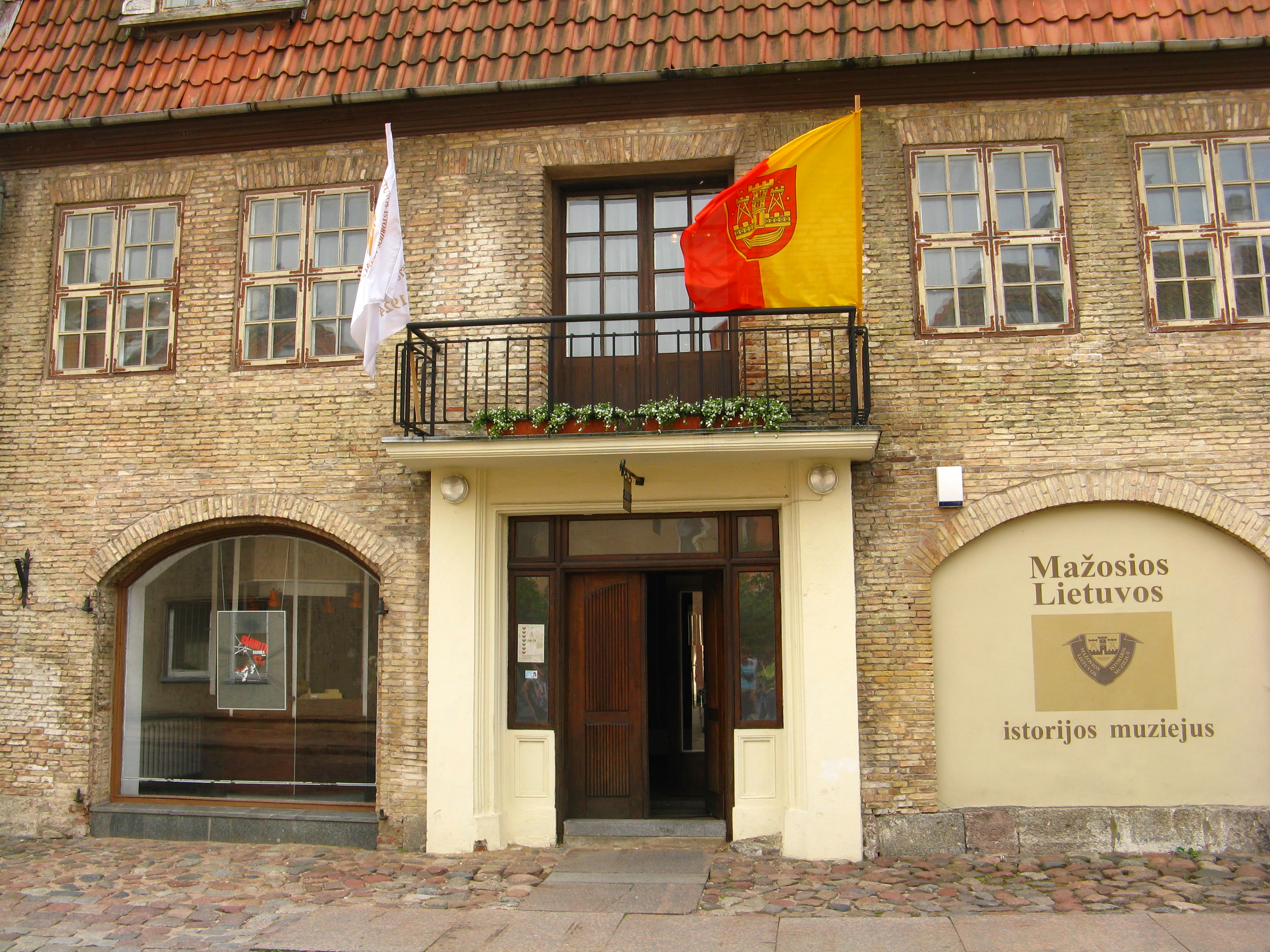
Historisches Museum Kleinlitauens

Das Historische Museum Kleinlitauens (litauisch Mažosios Lietuvos istorijos muziejus) ist ein Heimatmuseum in Klaipėda, Litauen. Es hat Ausstellungsstücke zur Geschichte von Kleinlitauen und der Region Klaipėda (Stadtgemeinde Klaipėda, Rajongemeinde Klaipėda etc.). Es wurde von Adomas Brakas und vom Verein Klaipėdos krašto muziejaus draugija 1924 errichtet. Seit dem 17. Juni 1988 befindet sich das Museum in der Altstadt von Klaipėda.

## Direktoren
- Bronė Elertienė
- seit 1992: Jonas Genys